# 기억에 없습니다
기억에 없습니다(記憶にございません！, Hit Me Anyone One More Time )는 일본에서 제작된 미타니 코키 감독의 2019년 코미디 영화이다. 나카이 키이치 등이 주연으로 출연하였다.

## 출연

### 주연
- 나카이 키이치
- 딘 후지오카
- 이시다 유리코
- 쿠사카리 마사오

### 조연
- 사토 코이치